# Sofiivka, Svatove
Sofiivka (în ucraineană Софіївка) este un sat în comuna Oborotnivka din raionul Svatove, regiunea Luhansk, Ucraina.

## Demografie
Componența lingvistică a localității Sofiivka
     Ucraineană (95,33%)
     Rusă (4,67%)
Conform recensământului din 2001, majoritatea populației localității Sofiivka era vorbitoare de ucraineană (95,33%), existând în minoritate și vorbitori de rusă (4,67%).